# Liên minh trên biển
Liên minh trên biển (chữ Hán: 海上之盟, Hải thượng chi minh) là liên minh quân sự giữa hai nước Tống – Kim nhằm giáp công nước Liêu. Do hai nước bị ngăn cách về mặt địa lý bởi nước Liêu, đôi bên phải đi lại theo đường biển, thông qua bể Bột Hải, từ đó mà có tên gọi này.

## Bối cảnh
Từ khi Bắc Tống lập quốc ở Trung Nguyên, nước Liêu đã là cường địch ở phương bắc. Liêu đã từng có dã tâm xâm lược, Tống luôn muốn giành lại 16 châu Yên Vân, hình thành cục diện nam – bắc đối địch. Sau khi ký kết hòa ước Thiền Uyên (1005), hai nước có được khoảng trăm năm hòa bình, cũng là bởi không bên nào còn đủ khả năng tiêu diệt đối phương.
Năm 1115 (năm Chính Hòa thứ 5 nhà Bắc Tống), dân tộc Nữ Chân ở phía bắc nước Liêu dưới sự lãnh đạo của A Cốt Đả thuộc thị tộc Hoàn Nhan nổi dậy phản kháng, liên tiếp thắng lợi, rồi kiến lập nước Kim. Người đất Yên là Mã Thực, được Đồng Quán tiến dẫn, dâng lên Tống Huy Tông sách lược liên Kim diệt Liêu. Được xu nịnh bởi bọn gian thần Sái Kinh, Đồng Quán, Tống Huy Tông tin rằng nước Liêu sắp mất đến nơi, nước Kim sẽ thay thế, nếu tiến hành việc này thì có thể vừa hòa hảo với Kim, vừa giành lại 16 châu Yên, Vân; nên quá đỗi vui mừng, đổi tên Mã Thực ra là Triệu Lương Tự, cho tham dự cơ mưu.

## Nội dung
Năm 1118 (năm Trọng Hòa thứ 2), Vũ Nghĩa đại phu Mã Chính phụng mệnh từ Đăng Châu (nay là Bồng Lai, Sơn Đông) vượt biển đi sứ, gởi đến A Cốt Đả ý định "muốn cùng thông hảo, chung sức phạt Liêu", đôi bên bắt đầu tiếp xúc. Năm 1120 (năm Tuyên Hòa thứ 2), Huy Tông mệnh Triệu Lương Tự đánh tiếng mua ngựa, lần nữa đi sứ nước Kim, trước khi lên đường còn tự tay gởi thư cho Lương Tự, nhắc nhở ông ta ngoài 16 châu Yên, Vân, còn phải thương lượng lấy nốt Yên Kinh (kinh thành nước Liêu); riêng Yên Kinh thì có thể lấy đất, tài sản giao cả cho người Kim. Qua cuộc gặp gỡ này, hai nước định ra minh ước có nội dung như sau:
- Tống – Kim đều tự tiến quân đánh Liêu, trong đó quân Kim đánh lấy Thượng Kinh Lâm Hoàng phủ (nay là phía nam trấn Lâm Đông, kỳ Ba Lâm Tả, khu tự trị Nội Mông Cổ) cùng tức Trung Kinh Đại Định phủ (nay là hương Đại Minh, trấn Thiên Nghĩa, huyện Ninh Thành, địa cấp thị Xích Phong, Liêu Ninh) của Liêu. Quân Tống đánh lấy Tây Kinh Đại Đồng phủ (nay là Đại Đồng, Sơn Tây) và Nam Kinh Tích Tân phủ (nay là Bắc Kinh).
- Sau khi Tống đáp ứng diệt Liêu, sẽ chuyển khoản tiền nộp cho Liêu theo hòa ước Thiền Uyên sang nộp cho Kim.
- Kim đáp ứng đem 16 châu Yên, Vân trả lại cho Tống.

## Kết quả
Trong khi Tống đánh Liêu thất bại, quân Kim thuận lợi hạ được Thượng Kinh, Trung Kinh, Nam Kinh. Phía Kim sau đó chỉ trích phía Tống không thực hiện lời hứa "đánh lấy Nam Kinh của Liêu", nên cự tuyệt trả lại 16 châu Yên, Vân. Trải qua thương lượng, nhà Tống chấp nhận bỏ ra 20 vạn lạng bạc, 30 vạn xúc lụa, còn nạp 100 vạn quan thay cho tiền tô của Yên Kinh, Kim mới giao trả 6 châu (Cảnh, Đàn, Dịch, Trác, Kế, Thuận) cùng Yên Kinh. Quân Kim lấy hết tài vật và nhân khẩu đi khỏi Yên Kinh, để lại 1 tòa thành rỗng, nhà Tống đổi Yên Kinh làm Yên Sơn phủ.

## Ảnh hưởng
Sau khi "Liên minh trên biển" được ký kết, Tống – Kim thật sự hợp lực tiêu diệt nước Liêu. Nhưng sau khi nước Liêu diệt vong, nhà Tống đã mất đi bình phong ngăn trở quân Kim nam hạ. Chính quyền Tống ngày một bại hoại, quốc lực và quân lực không được chấn hưng, đến năm 1126, quân Kim đánh hạ Biện Kinh, gây nên sự biến Tĩnh Khang, Bắc Tống diệt vong.